# Sarzana
Sarzana (parfois francisé en Sarzane), en latin Sergiana ou Sergianum, est une commune italienne d'environ 22 000 habitants, située dans la province de La Spezia, dans la région de Ligurie, dans le Nord-Ouest de l'Italie. Elle a été chef-lieu d'arrondissement du département des Apennins en 1805.

## Étymologie
Le nom Sarzana vient du mot sarrasin.

## Histoire
Au XVe siècle, Sarzana est l'enjeu d'une guerre (la guerra di Serrazana) entre la république de Florence, gouvernée par les Medicis, et la république de Gênes. Les Florentins, revendiquent la ville qui aurait été achetée par les Médicis en 1568. Le seigneur de Sarzana, le Génois Agostino Fregoso, fait appel à la république pour se défendre contre l'armée florentine, qui s'en empare pourtant en 1487. La ville est libérée des Florentins en 1494, lorsque l'armée de Charles VIII entre en Italie pour la première des expéditions françaises dans la péninsule (les « guerres d'Italie »).
Sarzana est le berceau de la famille Bonaparte. C'est Francesco Buonaparte dit « Mauro », vivant au début du XVIe siècle dans cette ville, cavalier dans l'armée de la république de Gênes, qui est venu s'établir à Ajaccio, alors que la Corse était liée à Gênes.

## Personnalités nées à Sarzana
- Le pape Nicolas V, fils de Bartolomeo Lucando, alias Parentuccelli et d'Andreola de Calderini. Veuve, cette dernière se remaria avec Ser Giarente Calandrini avec lequel elle eut :
  - Filippo Calandrini (1403 à Sarzana - 18 juillet 1476 à Bagnaia, près de Viterbe) évêque de Bologne et cardinal du titre de San Lorenzo in Lucina (3 juin 1449) ;
  - Federico Calandrini, Officiale della Porta San Donato à Lucques en 1340, qui épousa Maddalena de Griffi d'où une fille Isabella.
- Pietro Ceccaroni (1995-), footballeur italien.
- La famille Bonaparte : Isabella Calandrini, petite-nièce du pape, épouse le 24 avril 1397 Giovanni Buonaparte, notaire, maire de Sarzana, commissaire de Giovanni Maria Visconti en 1408 pour la Lunigiana[3]. Giovanni Buonaparte est ainsi un des lointains ancêtres de Napoléon Bonaparte.
- Nicolás Mascardi (1624-1674), jésuite missionnaire en Patagonie (où un lac porte son nom).
- Rina Ketty (1911-1996), chanteuse française d'origine italienne.
- DJ Tatanka (1979-), DJ et producteur italien.
- Agostino Favoriti (1624-1682), prêtre et poète latin (fondateur de l'équivalent de la Pléiade en Italie), secrétaire particulier des papes Alexandre VII, Clément IX et X, d'Innocent XI. Il joua un grand rôle dans la diplomatie vaticane (plus littéraire que théologique). Opposant de Louis XIV dans l'affaire de la régale, son monument funéraire est à Rome en l'église Santa Maria Maggiore. Il prévoit sa succession et recommande auprès du pape Innocent XI son cousin le comte Casoni qui prendra sa suite comme secrétaire particulier.

## Administration
| Période                                  | Période | Identité | Étiquette | Qualité |
| ---------------------------------------- | ------- | -------- | --------- | ------- |
|                                          |         |          |           |         |
| Les données manquantes sont à compléter. |         |          |           |         |

### Hameaux
Marinella di Sarzana, Falcinello, Sarzanello, San Lazzaro.

### Communes limitrophes
Ameglia, Arcola, Aulla, Carrare, Castelnuovo Magra, Fosdinovo, Lerici, Ortonovo, Santo Stefano di Magra, Vezzano Ligure.

## Jumelages
La commune de Sarzana est jumelée avec : 
- Villefranche-de-Rouergue (France) ;
- Eger (Hongrie).